# Antônio Roberto Cavuto
Antônio Roberto Cavuto OFMCap (ur. 19 maja 1944 w Espírito Santo do Pinhal) – brazylijski duchowny rzymskokatolicki, kapucyn, biskup diecezjalny Itapipoca w latach 2005–2020, od 2020 biskup senior diecezji Itapipoca.

## Życiorys
Antônio Roberto Cavuto urodził się 19 maja 1944 w Espírito Santo do Pinhal w stanie São Paulo. Uczęszczał do gimnazjum w Serafickim Seminarium Kapucynów (1959–1960) w Ouro Fino w stanie Minas Gerais. Nowicjat ukończył w 1961. Po studiach filozoficznych w seminarium Serafickim Kapucynów w Itambacuri (1962–1965) złożył profesję wieczystą w 1965. Studiował teologię w Centralnym Instytucie Filozofii i Teologii w Belo Horizonte (1966–1969) i uzyskał licencjat z filozofii na Federalnym Uniwersytecie (1970). Święcenia prezbiteratu przyjął 24 stycznia 1971.
Po święceniach pełnił następujące funkcje: 1971–1972: zastępca dyrektora szkoły podstawowej w Uberaba; 1972–1973: dyrektor studentów filozofii i teologii w Petrópolis; 1973–1975: rektor seminarium Matki Bożej Fatimskiej w Poços de Caldas; 1975–1977: zastępca magistra nowicjuszy i wikariusz współpracownik w Belo Horizonte i pierwszy radny prowincjalny; 1977–1980: wiceminister prowincjalny Kapucynów; 1980–1986: minister prowincjalny kapucynów; 1987–1994: proboszcz parafii Santa Teresinha w Patos de Minas; 1996–2000: proboszcz parafii Nossa Senhora do Rosário de Pompéia w Belo Horizonte; 2000–2005: proboszcz i gwardian Bractwa św. Sebastiana w diecezji Uberlândia.
25 maja 2005 papież Benedykt XVI prekonizował go biskupem diecezjalnym Itapipoca. Święcenia biskupie otrzymał 2 lipca 2005 w kościele Matka Boża Różańcowa z Pompejów w Belo Horizonte. Głównym konsekratorem był kardynał Serafim Fernandes de Araújo, emerytowany metropolita Belo Horizonte, któremu asystowali Benedito Francisco de Albuquerque, emerytowany biskup Itapipoca i José Alberto Moura, biskup diecezjalny Uberlândia. Jako zawołanie biskupie przyjął słowa „Queremos ver Jesus” (Chcemy zobaczyć Jezusa). Ingres do katedry Matki Bożej Miłosierdzia, w trakcie którego kanonicznie objął urząd, odbył 31 lipca 2005.
7 października 2020 papież Franciszek przyjął jego rezygnację z obowiązków biskupa diecezjalnego Itapipoca.